# Antoni Bednarczyk

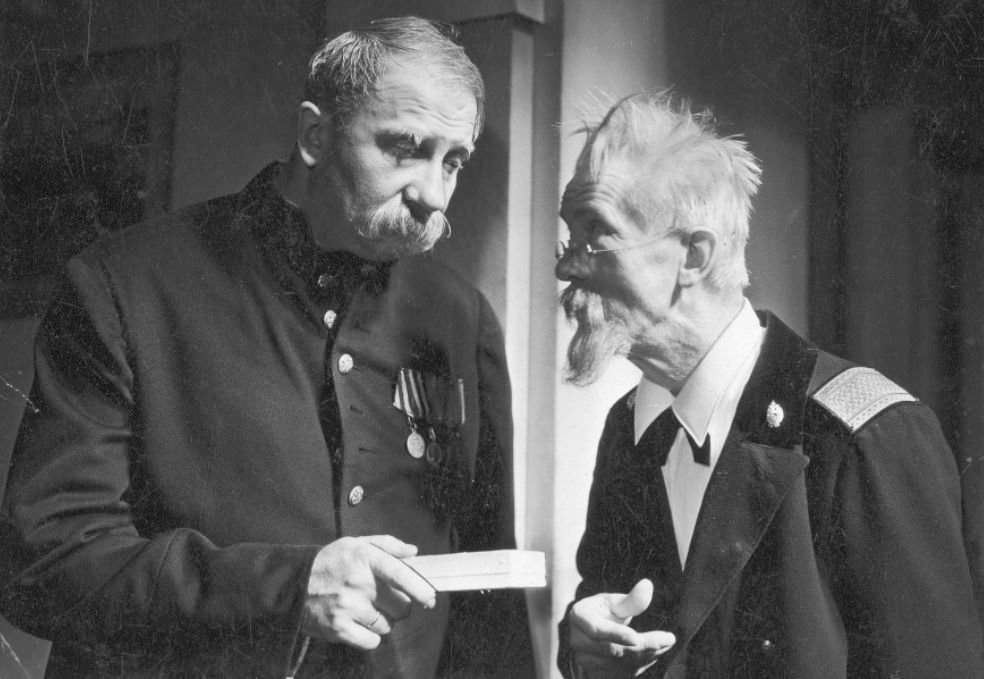
Scena z filmu „Młody las”. Władysław Walter jako Woźny (z lewej) i Antoni Bednarczyk jako profesor.

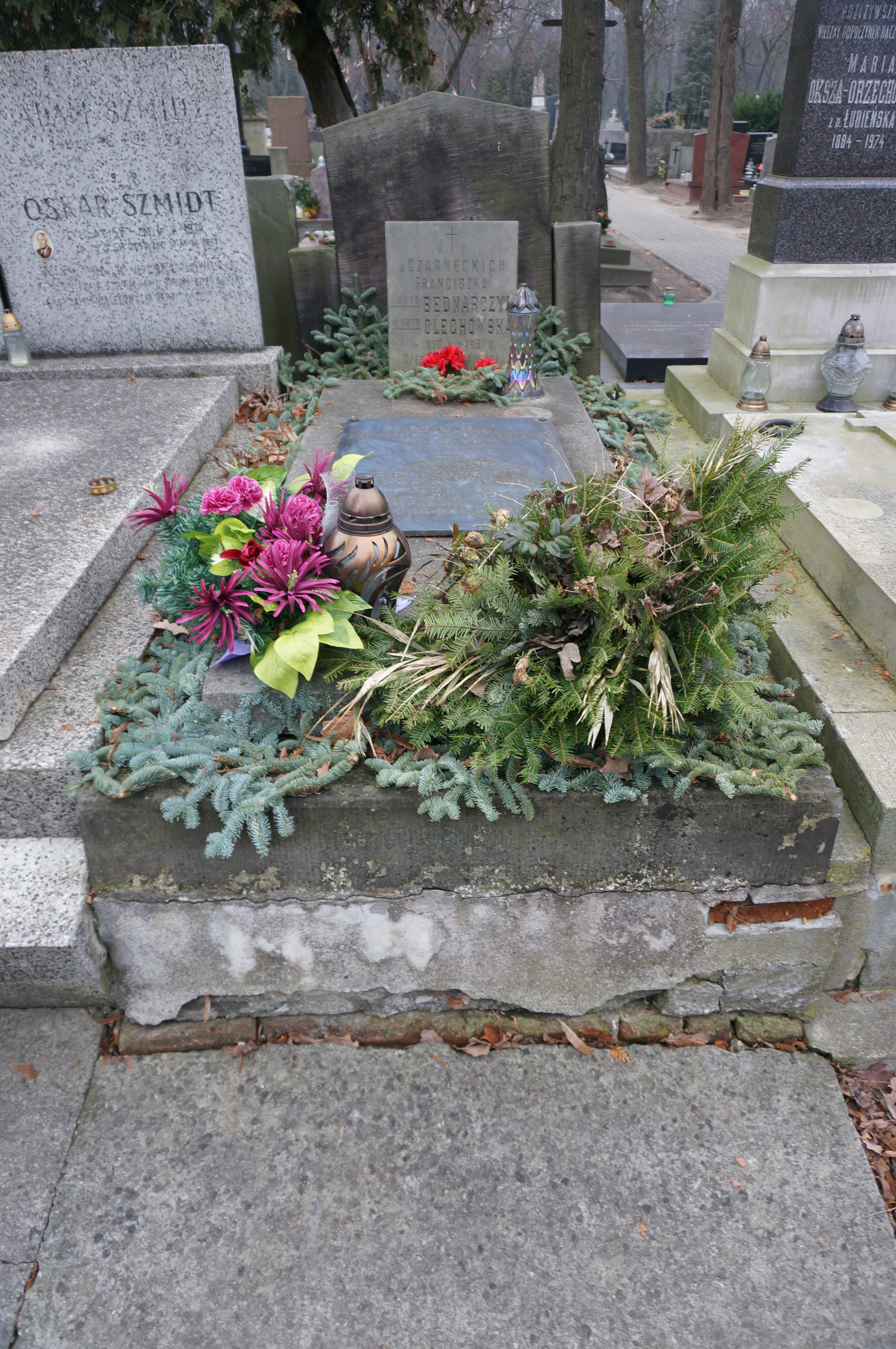
Grób Antoniego Bednarczyka na cmentarzu Powązkowskim

Antoni Filip Bednarczyk, ps. Bednarski (ur. 25 maja 1876 w Radomiu, zm. 1 lutego 1941 w Warszawie) – polski aktor, reżyser. 

## Życiorys
Syn Pawła, muzyka, i Franciszki z Czarnowskich. Był uczniem gimnazjum w Radomiu. Przez kilka lat uczestniczył w przedstawieniach amatorskich organizowanych przez K. Hoffmana w Radomiu. W latach 1897–1900 był aktorem Teatru Polskiego w Poznaniu. Latem grał również w teatrzykach ogródkowych Warszawy. W 1902 otrzymał angaż w zespole dramatu WTR. Grywał w teatrach warszawskich. Do 1927 związany był ze sceną Teatru Rozmaitości. 1 września 1927 odszedł na emeryturę, nie zrezygnował z reżyserowania. Doprowadził do powstania Schroniska Artystów Weteranów Scen Polskich w Skolimowie. W 1926 otrzymał honorowe członkostwo w Związku Artystów Scen Polskich.
Pochowany na cmentarzu Powązkowskim w Warszawie (kwatera c-2-18).
Jego żoną była Aniela Bogusławska.

## Ordery i odznaczenia
- Krzyż Oficerski Orderu Odrodzenia Polski (27 listopada 1929)[2]
- Srebrny Wawrzyn Akademicki (5 listopada 1935)[3]

## Źródła
- Biogram Antoniego Bednarczyka na stronie filmpolski.pl